# Parti travailliste indépendant du Sine Saloum
Le Parti travailliste indépendant du Sine Saloum est un ancien parti politique sénégalais local.

## Histoire
Il est créé au Sine-Saloum par Djim Momar Guèye après son exclusion par le Congrès de la SFIO en 1946.
Son existence est éphémère et son audience limitée.